# Jorge Alegría
Jorge Alegría (Lima, Departamento de Lima, Perú, 8 de abril de 1980) es un exfutbolista peruano que jugaba como delantero. Actualmente tiene 44 años. 

## Trayectoria
Fue formado en las canteras del club Sporting Cristal donde debutaría en 1999. Reaparece en la primera división con el FBC Melgar el 2001, pasando el siguiente año a otro conjunto arequipeño, el Atlético Universidad, que se encontraba disputando la Copa Perú, logrando campeonar y subiendo a primera. Su siguiente equipo fue el Deportivo Wanka el 2004.
Entre el año 2005 y 2006 juega en la segunda división con los equipos de La Peña Sporting y el César Vallejo, para luego pasar dos años con el Club IDUNSA de Arequipa en la Copa Perú. El año 2009 llegó al Garcilaso del Cusco, donde acabó su carrera el 2010.

## Clubes
| Club                      | País | Año         |
| ------------------------- | ---- | ----------- |
| Sporting Cristal "B"      | Perú | 1999        |
| Sporting Cristal          | Perú | 1999        |
| FBC Melgar                | Perú | 2001        |
| FBC Melgarcito            | Perú | 2001        |
| Sport Coopsol             | Perú | 2001        |
| Atlético Universidad      | Perú | 2002 - 2003 |
| Wanka                     | Perú | 2004 - 2005 |
| Universidad César Vallejo | Perú | 2006        |
| IDUNSA                    | Perú | 2007 - 2008 |
| Deportivo Garcilaso       | Perú | 2009 - 2010 |
| Pacífico FC               | Perú | 2011        |
| Deportivo Huracán         | Perú | 2011        |

## Palmarés

### Campeonatos nacionales
| Título    | Club                 | País | Año  |
| --------- | -------------------- | ---- | ---- |
| Copa Perú | Atlético Universidad | Perú | 2002 |